# المديرية العامة للتوثيق والأمن الخارجي (الجزائر)
المديرية العامة للتوثيق والأمن الخارجي (DGDSE) ، التي يشار إليها أحيانًا ببساطة باسم الأمن الخارجي (SE)، هي جهاز استخبارات جزائري منذ عام 2016، خلفًا لدائرة الاستعلام و الامن (DRS)، حيث كانت مديرية فرعية تابعة له فيما سبق حتى سنة 2016 اذ قام الرئيس الراحل عبد العزيز بوتفليقة بحل الاخيرة و قام بتحويل المديرية الفرعية الى مديرية عامة ملحقة برئاسة الجمهورية ذات طابع عسكري اضافة الى مديريتين اخرتين : المديرية العامة للامن الداخلي والمديرية العامة للامن التقني، و تندرج العملية في اطار اعادة هيكلة جهاز المخابرات.
| الاسم                    | الصورة | الفترة                           |
| ------------------------ | ------ | -------------------------------- |
| محمد يوسف بوزيت          |        | من سبتمبر 2013 إلى مارس 2019.    |
| عبد الحميد بن داود       |        | من مارس 2019 إلى افريل 2019.     |
| كمال الدين رميلي         |        | من فيفري 2019 إلى افريل 2020.    |
| محمد يوسف بوزيت          |        | من افريل 2020 إلى جانفي 2021.    |
| نور الدين مقري           | -      | من جانفي 2021 إلى ماي 2022.      |
| كمال كحال مجدوب          | -      | من ماي 2022 إلى جويلية 2022.     |
| عبد الغني راشدي          | -      | من جويلية 2022 إلى سبتمبر 2022.  |
| جبار مهنا                |        | من سبتمبر 2022 الى 25سبتمبر 2024 |
| العميد موساوي رشدي فتحي. |        | من 25سبتمبر 2024 .               |

هي مسؤولة عن حيازة المعلومات والقيام بالعمليات السرية خارج التراب الجزائري، اضافة الى مكافحة الجوسسة، هي تعمل بالتعاون مع المديرية العامة للأمن الداخلي (DGSI) و المديرية العامة للامن التقني (DGST) من أجل حماية المصالح الحيوية للدولة في مجال مكافحة الإرهاب والمجالات شبه العسكرية. كما ان لديها نشاط مهم في الذكاء الاقتصادي.